# Olgierd Halski
Olgierd Halski – fikcyjna postać, główny bohater trzech części polskiego serialu sensacyjnego Ekstradycja w reżyserii Wojciecha Wójcika, wyprodukowanych w latach 1995, 1996 i 1998 grany przez Marka Kondrata. Postać pojawiła się także w niemieckim filmie Podróż do śmierci (niem. Reise in den Tod) z 1996 roku.

## Opis postaci
Olgierd Halski to odważny policjant, świetny w swoim zawodzie i nieustannie narażający się swoim przełożonym. Doświadczenie życiowe sprawiło, że został cynicznym policjantem, mającym problemy z nadużywaniem alkoholu. Ma problemy rodzinne: żona go opuściła, a córkę wychowuje jego siostra (Małgorzata Pieczyńska). Olgierd Halski nawiązał także romans z opiekunką Basi, studentką Beatą (Renata Dancewicz).
Początkowo musiał walczyć z rosyjską mafią, która uruchomiła w Polsce kanał przerzutowy narkotyków na zachód, następnie tropił biznesowo-korupcyjne powiązania na szczytach władzy.
Olgierd Halski zawsze mógł liczyć na swoich najwierniejszych kompanów – długoletniego przyjaciela i przełożonego inspektora Stefana Sawkę (Witold Dębicki), który nieraz wyciągał go z tarapatów, i Jerzego (Krzysztof Kolberger), szefa Urzędu Ochrony Państwa (UOP), przeciwko któremu Halski występował na zawodach szermierczych. W pierwszym sezonie Ekstradycji przyjacielskim i prawym partnerem Halskiego był niedoświadczony funkcjonariusz UOP-u Kamil Zybertowicz (Tomasz Kozłowicz).